# ژیرایر وارطانیان (فیلمبردار)
ژیرایر گریگوری وارطانیان (ارمنی: Ժիրայր Գրիգորի Վարդանյան؛ زاده ۲ ژوئیهٔ ۱۹۱۱ - درگذشته ۵ مهٔ ۱۹۸۹) فیلم‌بردار اهل ارمنستان بود. وی بین سال‌های - تا - میلادی فعالیت می‌کرد. 

## زندگی‌نامه
وی در ۲ ژوئیهٔ ۱۹۱۱ در تفلیس در به دنیا آمد .  وی همچنین برنده جوایزی همچون چهره هنری شایسته ارمنستان شوروی (۱۹۶۳) شد. وی در ۵ مهٔ ۱۹۸۹ در سن ۷۷ سالگی در ایروان درگذشت.